# Ashagy Kyshlak
Ashagy Kyshlak (azerbajdzjanska: Aşağı Qışlaq) är en ort i Azerbajdzjan.   Den ligger i distriktet Nachitjevan, i den sydvästra delen av landet, 400 kilometer väster om huvudstaden Baku. Ashagy Kyshlak ligger 1 497 meter över havet och antalet invånare är 904.
Terrängen runt Ashagy Kyshlak är kuperad västerut, men österut är den bergig. Ashagy Kyshlak ligger nere i en dal. Runt Ashagy Kyshlak är det ganska glesbefolkat, med 27 invånare per kvadratkilometer.. Närmaste större samhälle är Şahbuz, 12,8 kilometer sydväst om Ashagy Kyshlak. 
Trakten runt Ashagy Kyshlak består i huvudsak av gräsmarker.